# Банари (Италия)
 Тази статия е за селото в Сардиния.  За селото в България вижте Банари.  
Ба̀нари (на италиански и на сардински: Banari) е село и община в Южна Италия, провинция Сасари, автономен регион и остров Сардиния. Разположено е на 419 m надморска височина. Населението на общината е 606 души (към 2010 г.).